# Серетський гідрологічний заказник
Сере́тський гідрологічний заказник — природоохоронна територія загальнодержавного значення в Україні.

## Розташування
Заказник розташований у межах Тернопільського  району Тернопільської області.
Охоплює територію заболоченої заплави річки Серет (від села Плотича Тернопільського району до села Кобзарівка Тернопільського району) і заплави річки Лопушанка (від села Городище до села Носівці Тернопільського району).

## Пам'ятка
Створений відповідно до постанови РМ УРСР № 132 від 25 лютого 1980 року зі змінами, затверджено постановою РМ УРСР № 495 від 12 грудня 1983 року. Постановою KM України № 584 від 12 жовтня 1992 року заказник затверджено як об'єкт природно-заповідного фонду загальнодержавного значення.
Перебуває у віданні Великоглибочецької (138,6 га), Івачеводолішнівської (68,8 га), Плотицької (93,9 га) сільських рад Тернопільського району, Чернихівської (266,7 га), Малашовецької (501,9 га), Городищенської (64,04 га), Кобзарівської (62,10 га) сільських рад Зборівського району, Державного підприємства «Тернопільводоканал» (0,30 га), приватного підприємця Бігуна Богдана Костянтиновича (24,96 га).

## Характеристика
Площа заказника 1192 га. Під охороною — низинні трав'янисті болота, де переважають очеретові, осокові, та очерето-осокові угруповання. За геолого-геоморфологічним районуванням боліт України болота розташовані у Поділлі, в районі лісостепової торфоболотної області. Серетські болота розвинулися в заплаві річки Серет, у їхній основі — водотривкі відклади. Велике значення для утворення цих боліт має наявність ставків, гребель, звужень, пов'язаних із геологічною будовою.
Глибина боліт — 2—3 м. Водно-мінеральне живлення — здебільшого за рахунок повеневих та поверхнево-стічних вод, що стікають із високих берегів, і меншою мірою — ґрунтових вод.

## Фауна
Заказник є місцем гніздування багатьох видів птахів. Тут водяться: кулики, мартини, пірникози, качки, очеретянки, жайворонки, сови, боривітра, луні очеретяні, лебеді-шипуни (зрідка). Під час сезонних міграцій трапляються лебідь-кликун, коровайка, а також косар.
Серетецькі болота — важливі місця нересту, нагулу та зимівлі місцевих видів риб із невеликими популяціями — вугра річкового, рибця, яльця, в'язя, голованя, умбри, сома, а також карася, коропа, окуня, плітки та інших.

## Галерея

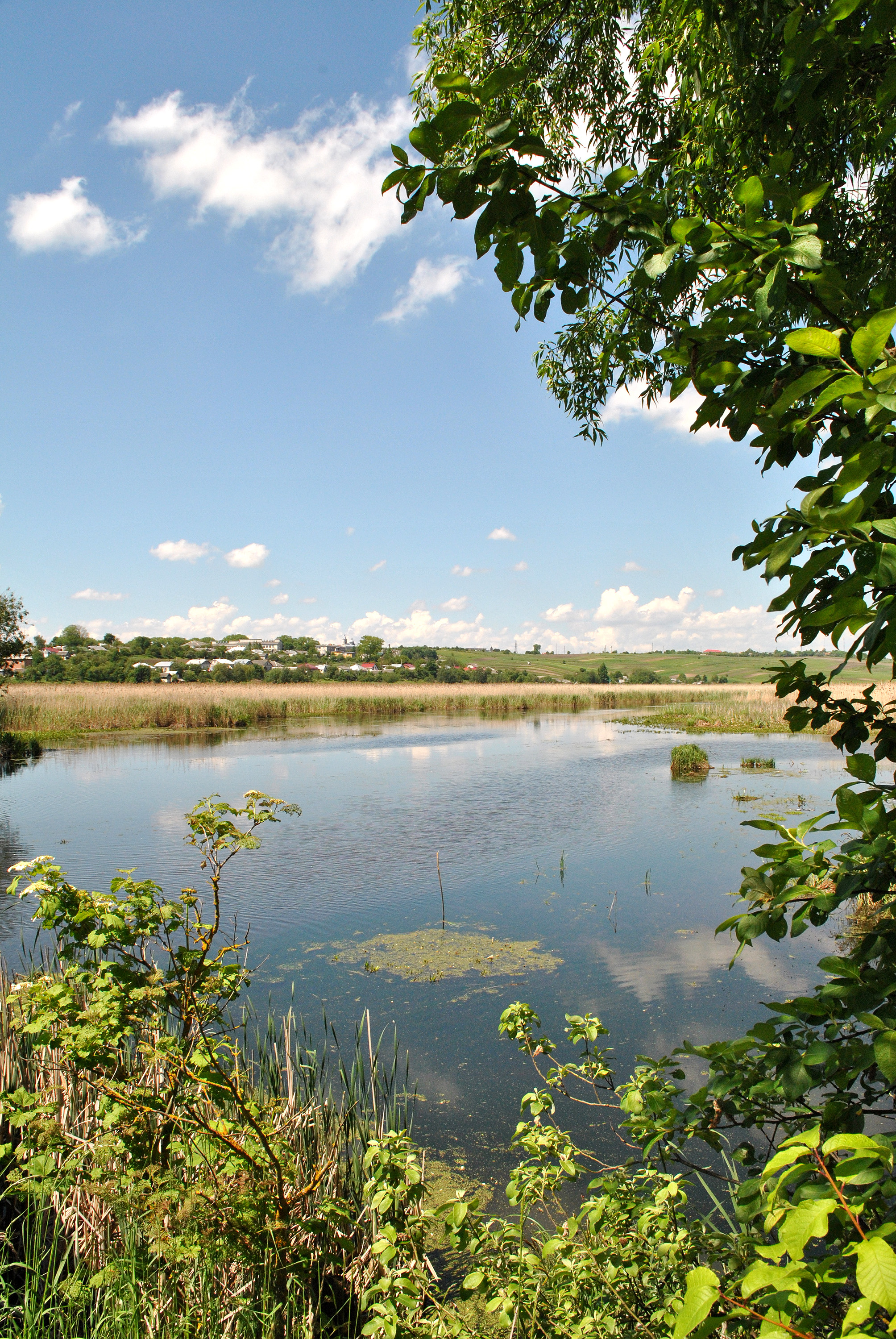
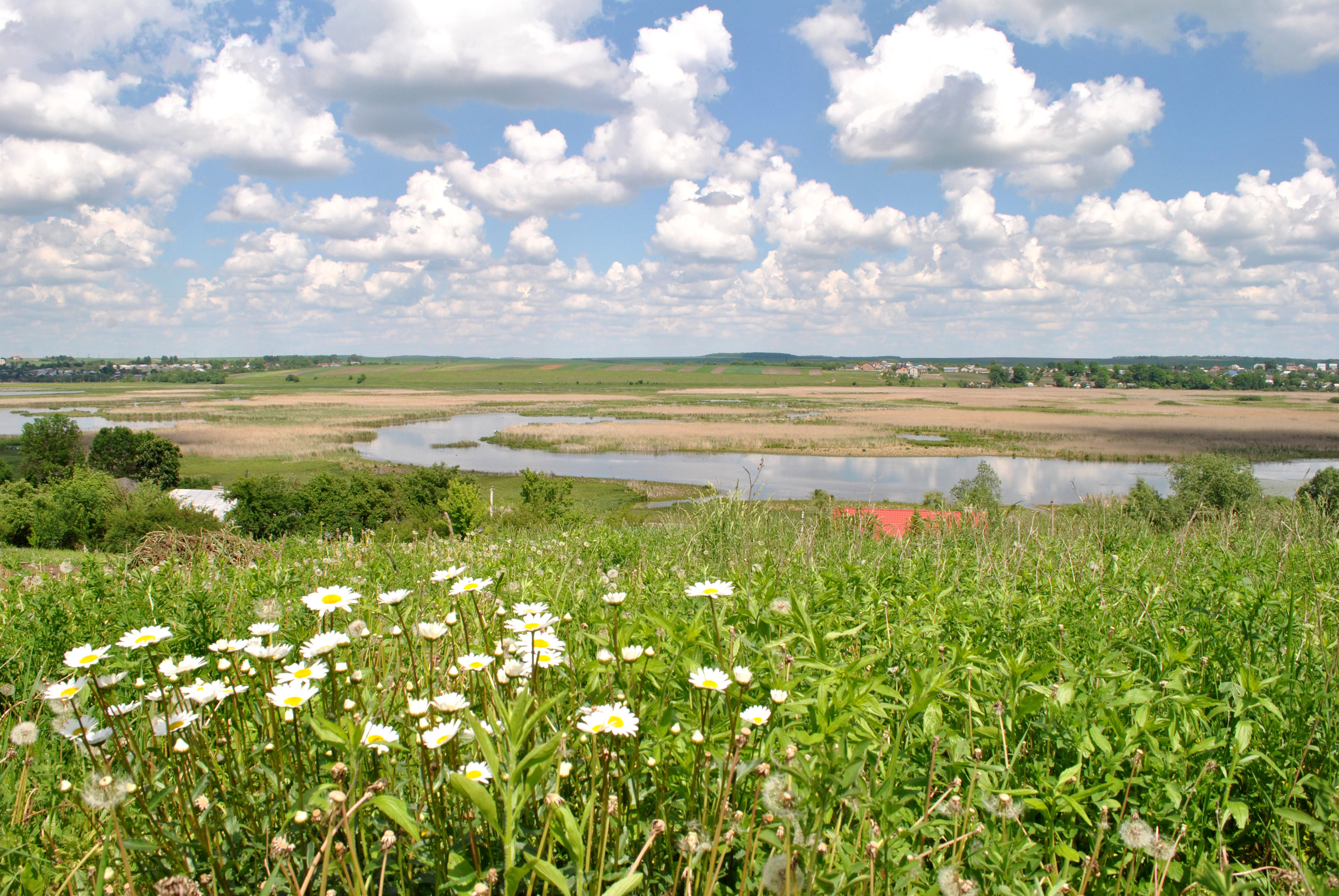
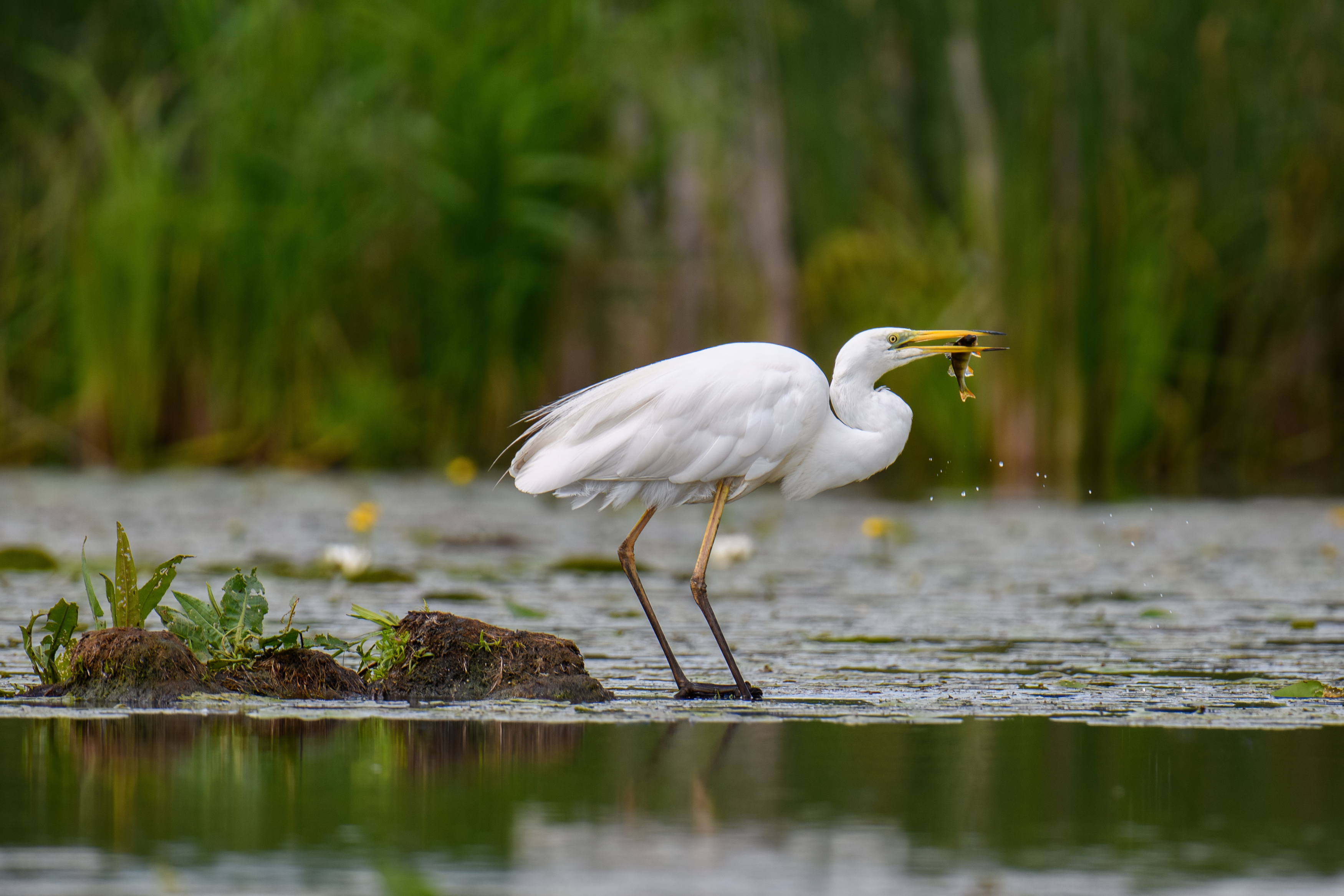
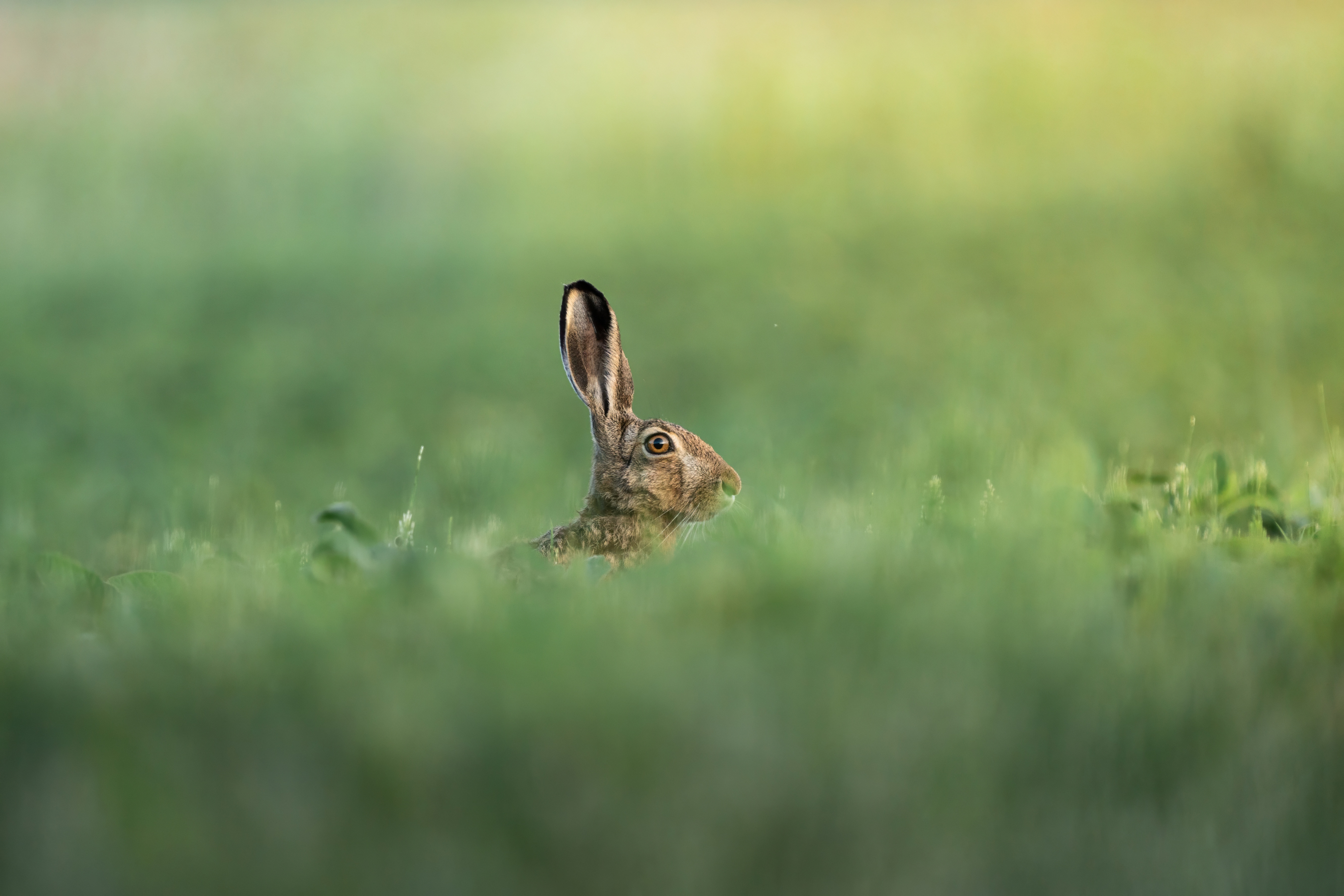

Ділянка заказника між селами Плотича — Великий Глибочок — Івачів Долішній Тернопільського району.